# Verbandsgemeinde Emmelshausen
La comunità amministrativa di Emmelshausen (Verbandsgemeinde Emmelshausen)  era una comunità amministrativa della Renania-Palatinato, in Germania.
Faceva parte del circondario del Reno-Hunsrück.
A partire dal 1º gennaio 2020 è stata unita alla comunità amministrativa di Sankt Goar-Oberwesel per costituire la nuova comunità amministrativa Hunsrück-Mittelrhein.

## Suddivisione
Comprendeva 25 comuni:
- Badenhard
- Beulich
- Bickenbach
- Birkheim
- Dörth
- Emmelshausen
- Gondershausen
- Halsenbach
- Hausbay
- Hungenroth
- Karbach
- Kratzenburg
- Leiningen
- Lingerhahn
- Maisborn
- Mermuth
- Morshausen
- Mühlpfad
- Ney
- Niedert
- Norath
- Pfalzfeld
- Schwall
- Thörlingen
- Utzenhain

Capoluogo e centro maggiore era Emmelshausen.